# O hrepenenje
O hrepenenje (COBISS) je pesniška zbirka Vanje Strle, izšla je leta 2002 pri Založbi Amalietti & Amalietti. 

## Vsebina
O hrepenenje je pesničina peta zbirka. Avtorica se ne zateka k preverjenim pesniškim prijemom in z lahkoto napolnjuje svoje pesmi s premišljenimi besedami. Pesmi govore o večnih bivanjskih dejstvih in resnicah, prepleteno z utrinki iz vsakdanjosti, pri čemer avtorica ne posega po nikakršnih jezikovnih preizkušnjah katerihkoli meja ustaljenega in obče družbeno sprejetega. Čas povezuje pesmi, ki so sporočilno sicer zelo oddaljene, je rdeča nit, ki nenehno vznika med vrsticami in nosi težo minljivosti, brez katere življenje ne bi bilo tako, kot je, tega pa se pesnica dobro zaveda. Pogosto je najpomembnejši prav najmanjši element časa - trenutek, iz katerega pesmi ustvarijo lepo sliko.
Prefinjena urejenost zbirke, ki jo razčlenjujejo štirje cikli, se simetrično preslika sama vase, zrcalna slika števila pesmi (13:10:10:13) nam govori o miselni in ustvarjalni disciplini, predvsem pa o izjemni samokritiki. Ti štirje cikli so si idejno in tematsko tako blizu, da bralce meje med njimi verjetno ne bi čutil, če ne bi bilo podnaslovov. 